# Stazione di Alessandria
La stazione di Alessandria è una stazione ferroviaria posta sulla linea Torino-Genova e capolinea delle linee per Cavallermaggiore, per Chivasso, per Novara, per Ovada, per Pavia, per Piacenza e per San Giuseppe di Cairo.

## Storia

### La stazione del 1850

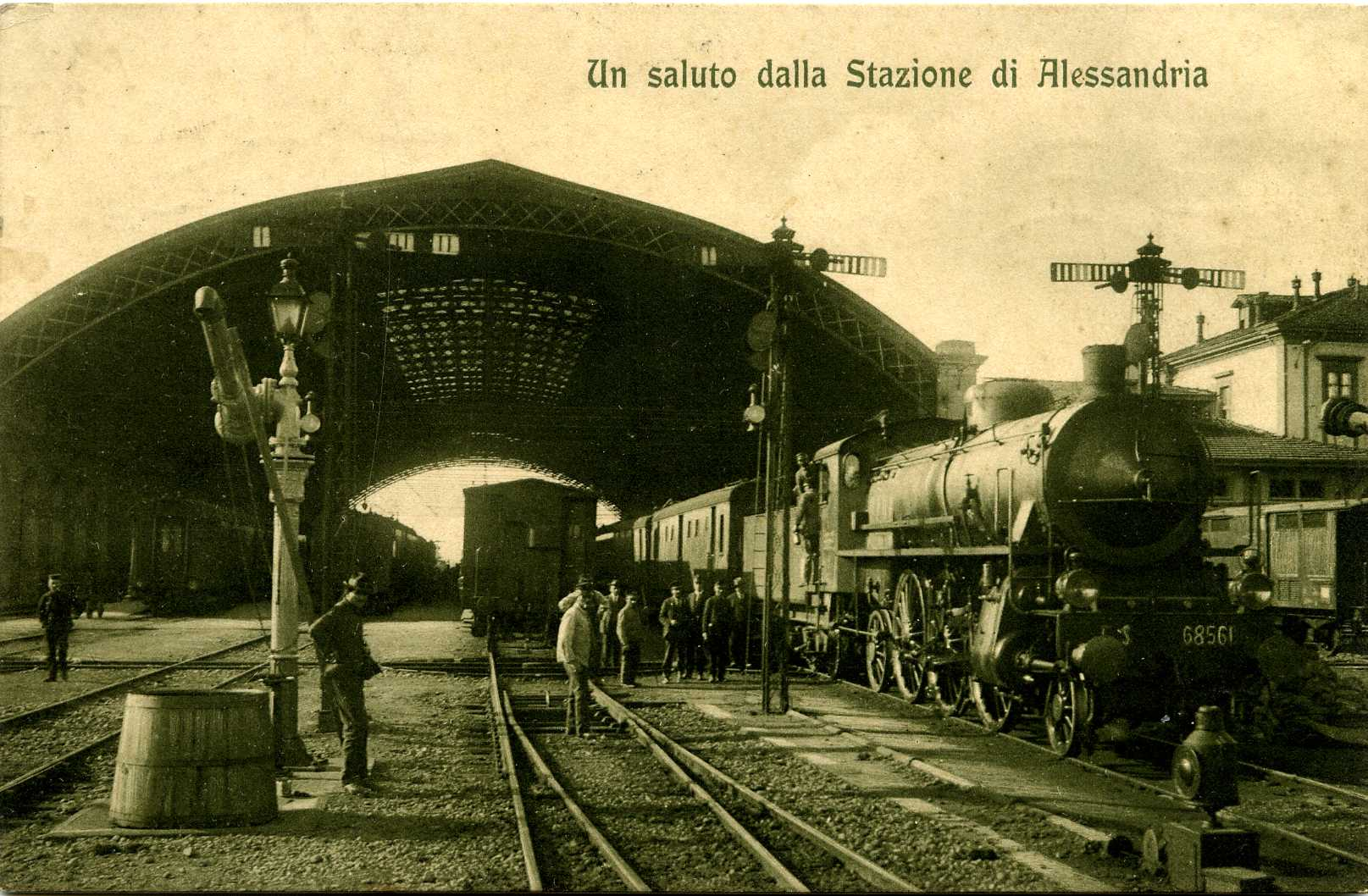
La stazione nel periodo post 1900

Il primo fabbricato viaggiatori venne costruito tra il 1849 e il 1850 da Alessandro Mazzucchetti, ingegnere del Genio Civile che progettò anche le stazioni di Genova Piazza Principe e Torino Porta Nuova.
L'architettura dell'edificio era di tipo neoclassico: il prospetto principale assomigliava ad un tempio dorico con un corpo centrale affiancato da due corpi laterali in mattone collegati da un intercolumnio in granito e trabeazione in stucco che terminava ai lati con due archi a tutto sesto. Gli elementi architettonici più evidenti  erano i capitelli, i triglifi ed il timpano che sovrastava l'ingresso. Il fronte era decorato da elementi floreali con un richiamo di tipo classico, da festoni, figure allegoriche e nella parte superiore lo stemma reale dei Savoia.
La pensilina della stazione del 1850 segna un passaggio fondamentale nella storia della architettura ferroviaria: si ha per la prima volta la realizzazione di tetti metallici al posto delle incavallature lignee.
Si trattava di una pensilina a superficie voltata composta da un grande arco ribassato costruito a traliccio e composto da ferro e dal Larice rosso di Corsica (l'uso del legno fu limitato alle correnti superiori ed inferiori della struttura e alle travi diagonali.

### L'edificio moderno
Il fabbricato del Mazzucchetti venne demolita a seguito dell'approvazione del progetto della nuova stazione ed il definitivo impegno di spesa, nel 1938, da parte del Ministero delle Comunicazioni. L'anno seguente si aprì il cantiere ed il fabbricato viaggiatori fu inaugurato nel Giugno del 1940 e l'intero nuovo complesso nel 1942.
Fu scelto l'architetto capo del settore costruzioni delle Ferrovie dello Stato Roberto Narducci che aveva già progettato almeno quaranta stazioni tra cui Massa Centro e Viareggio.
L'edificio del Narducci è di marcato stile razionalista: è composto da un corpo centrale che raggiunge in alcuni punti i tre livelli e da due corpi laterali simmetrici; adiacenti ai corpi laterali ci sono alcuni cortili che danno su piazza Curiel.
All'interno del fabbricato la biglietteria è separata dalla piazza da cinque vetrate intervallate da colonne in marmo; una seconda fila di pilastri delimita l'area degli accessi ed una terza separa i vari sportelli della biglietteria. Il corridoio che fiancheggia l'atrio biglietteria conduce ai binari. All’interno dell’edificio é presente una chiesa cattolica.
I due corpi centrali contengono al loro interno due chiostri centrali che sono protetti da una pensilina aperta sui lati il cui accesso è delimitato da alcuni pilastri in  cemento. Al primo piano ci sono finestre decorate da cornicioni in marmo che hanno fanno luce all'atrio.
I materiali di rivestimento ci sono graniti verdi di Mergozzo (presso il corpo centrale), marmo verde Issori (per i pilastri dell'accesso), travertino (fino all'altezza della pensilina).
Fra i numerosi interventi di manutenzione compiuti negli anni, quello del 2008 comportò la trasformazione dei chiostri interni con copertura mediante lucernai in vetro e acciaio a beneficio di nuove attività commerciali e servizi per i viaggiatori.

## Strutture e impianti
È un importante snodo ferroviario con scalo merci di smistamento di testa, situato a sud-ovest della stazione viaggiatori. Questo dispone di rimesse e di numerosi binari, sui quali stazionano ordinariamente molte locomotive.
Sono presenti in totale 11 binari a servizio dei treni viaggiatori.

## Movimento
Il servizio passeggeri regionale è espletato da Trenitalia nell'ambito del contratto di servizio stipulato con la Regione Piemonte e da Trenord per i treni regionali diretti a Pavia (via Valenza e via Tortona) ed a Milano (via Tortona e via Mortara). La stazione è inoltre servita da treni a lunga percorrenza operati da Trenitalia.
Al 2007, la stazione risultava frequentata da un traffico giornaliero di 4.563 persone.

## Servizi
La stazione, gestita da RFI che la classifica nel 2008 nella categoria gold, dispone di:
- Biglietteria a sportello
- Biglietteria automatica
- Sala d'attesa
- Servizi igienici
- Bar e Tabacchi
- Ristorante
- Ufficio informazioni turistich

## Interscambi
La stazione è anche un importante nodo di interscambio con le linee di autobus urbane e sub-urbane gestite da AMAG Alessandria e con le linee extra-urbane gestite da Bus Company.